# Fidelis
Fidelis es un lugar designado por el censo ubicado en el condado de Santa Rosa en el estado estadounidense de Florida. En el Censo de 2010 tenía una población de 156 habitantes y una densidad poblacional de 21,12 personas por km².

## Geografía
Fidelis se encuentra ubicado en las coordenadas 30°55′50″N 87°1′51″O / 30.93056, -87.03083. Según la Oficina del Censo de los Estados Unidos, Fidelis tiene una superficie total de 7.39 km², de la cual 7.35 km² corresponden a tierra firme y (0.56%) 0.04 km² es agua.

## Demografía
Según el censo de 2010, había 156 personas residiendo en Fidelis. La densidad de población era de 21,12 hab./km². De los 156 habitantes, Fidelis estaba compuesto por el 89.74% blancos, el 0% eran afroamericanos, el 5.77% eran amerindios, el 0% eran asiáticos, el 0% eran isleños del Pacífico, el 0% eran de otras razas y el 4.49% pertenecían a dos o más razas. Del total de la población el 1.92% eran hispanos o latinos de cualquier raza.